# Marcel Mart
Marcel Mart   (Esch-sur-Alzette, 10 de maig de 1927 - 15 de novembre de 2019) fou un empresari, jurista i polític luxemburguès, que fou Ministre de Transports, d'Energia i Economia de Luxemburg, així com President del Tribunal de Comptes Europeu. Era germà de l'eurodiputat luxemburguès René Mart i pare de la periodista Caroline Mart.
Membre del Partit Democràtic, Mart va ser ministre en els governs de Pierre Werner (1969–1974) i Gaston Thorn (1974–1977). En 1977 fou nomenat representant de Luxemburg en el Tribunal de Comptes Europeu, en el qual va servir en dos mandats de sis anys, en un dels quals exercí com a president (1984–1989).
Un cop deixat el càrrec tornà al seu país, on fou president de la Banque Générale du Luxembourg de 1993 a 2005 i de la Société des foires internationales de Luxembourg de 1994 a 2000.